# 鐸木能光
たくき よしみつ（本名：鐸木 能光、1955年 -）は、日本の音楽家、作家、狛犬研究家。日本文藝家協会会員。
母は人形作家の鐸木能子。曾祖父は福島市名誉市長・元衆議院議員の鐸木三郎兵衛。

## 人物
福島県福島市生まれ。神奈川県川崎市育ち。川崎市立野川小学校（川崎市宮前区）、聖光学院中学校・高等学校（横浜市中区）を経て、上智大学外国語学部英語学科を卒業。
大学在学中に東京キッドブラザースのミュージカルに作曲家として参加し、ビクターより作曲家デビュー。ギターデュオ「KAMUNA」やEWI奏者「Jin Soda」として演奏活動も行う。
芳光祥太郎のペンネームで発表した小説『新しい四月のための編曲法』が、1979年群像新人文学賞の最終予選を通過（受賞作は村上春樹『風の歌を聴け』）。以降は生活のため、著名人のゴーストライターや英語参考書の執筆など、ライターとして活動する。
1990年、自作の小説と楽曲をCDブックにまとめた『プラネタリウムの空』をマガジンハウスから刊行。翌1991年『マリアの父親』で第4回小説すばる新人賞を受賞。
川崎市在住であったが、自然に囲まれた環境に終の棲家を求めて田舎暮らしを目指し、新潟県北魚沼郡川口町の山中の物件を入手。川崎の自宅と往復しながら12年かけて家を修繕するも、2004年10月23日の新潟県中越地震で川口町は甚大な被害を受け、移住先にしようとしていた家屋が崩壊。集落ごと集団移転となり移住を余儀なくされた。
2004年12月、阿武隈山中の福島県双葉郡川内村に再度物件を入手。当初は川崎の自宅と往復していたが、川内村にインターネット高速通信が開通した後は、生活拠点を完全に川内村へ移していた。2008年に川内村で音楽スタジオ「タヌパック阿武隈」を始動。
2011年3月11日の東日本大震災で、福島第一原子力発電所から25kmの川内村の自宅で原発事故により被災。川内村全域が放射能汚染区域となり避難指示が発令され、全村避難を続ける中で同年4月末に村へ戻り生活を再開（福島第一原子力発電所事故の影響#住民の避難・影響も参照）。その後、同2011年11月に栃木県日光市へ転居した。
自身の著作を発表するため「タヌパックブックス」を立ち上げ、2019年からAmazonで販売している。

## 著作
- 『プラネタリウムの空』マガジンハウス、1991（デビュー作）
- 『マリアの父親』集英社、1993（第4回小説すばる新人賞受賞作）
- 『雨の降る星』集英社文庫、1993
- 『天狗の棲む地』マガジンハウス、1994
- 『グレイの鍵盤』翔泳社、1995
- 『狸と五線譜～ポンポコライフ雑記帖』三交社、1995
- 『G線上の悪魔』廣済堂出版、1995
- 『カムナの調合』読売新聞社、1996
- 『アンガジェ』読売新聞社、1996
- 『鉛筆代わりのパソコン術』サイビズ、1997
- 『インターネット時代の文章術』SCC、1999
- 『ありがとうの歌～ぼくの音楽をつくってください』ポプラ社、1999（くりすあきらと共著）
- 『インターネット時代の英語術』SCC、1999
- 『ワードを捨ててエディタを使おう　第２版』SCC、2001
- 『テキストファイルとは何か？　知らぬでは済まぬ電脳社会の常識』地人書館、2001
- 『デジタルストレス～パソコンに蝕まれる現代人』地人書館、2001
- 『黒い林檎～the secret of black farm』河出書房新社、2001
- 『鬼族　-kizoku-』河出書房新社、2003
- 『パソコンは買ったまま使うな！フリーソフトで作る快適環境』岩波アクティブ新書、2003
- 『デジカメ写真は撮ったまま使うな！ガバッと撮ってサクッと直す』岩波アクティブ新書、2004
- 『eメールストレス処方箋』SCC、2004
- 『そんなパソコンファイルでは仕事ができない！』青春新書、2005
- 『パソコンで文章がうまくなる！』青春新書、2005
- 『狛犬かがみ　-A Complete Guide to Komainu-』バナナブックス、2006
- 『裏技デジカメ術　"納得の写真"が撮れる！直せる！作れる！』青春新書インテリジェンス、2006
- 『シンプルに使うパソコン術　傑作フリーソフトでつくる快適環境』講談社ブルーバックス、2007
- 『新・ワードを捨ててエディタを使おう』SCC、2007
- 『デジカメに1000万画素はいらない』講談社現代新書、2008
- 『テレビが言えない地デジの正体』ベスト新書、2009
- 『大人のための新オーディオ鑑賞術』講談社ブルーバックス、2009
- 『日本のルールは間違いだらけ』講談社現代新書、2009
- 『裸のフクシマ 原発30km圏内で暮らす』講談社、2011
- 『3.11後を生きるきみたちへ 福島からのメッセージ』岩波ジュニア新書、2012
- 『新・マリアの父親』タヌパック、2013
- 『奇跡の「フクシマ」～「今」がある幸運はこうして生まれた』タヌパック、2013
- 『あなたの音感は何型か？ 絶対音感の誤解』タヌパック、2013
- 『呪禁（上巻）』タヌパック、2013
- 『呪禁（下巻）』タヌパック、2013
- 『ぼくが宮沢賢治だったとき　たくき よしみつ短編集 (1) 』タヌパック、2013
- 『ラブホテル物語　たくき よしみつ短編集 (2) 』タヌパック、2013
- 『神様の課外授業　たくき よしみつ短編集 (3) 』タヌパック、2013
- 『ポチの耳・私の髪』タヌパック、2013
- 『複合異変』タヌパック、2013
- 『神様Aはベジタリアンだった あなたの知らない創世記』タヌパック、2013
- 『鐸の音流るる丘に』タヌパック、2013
- 『人類を養殖している生物がいる』タヌパック、2013
- 『大日本エコロジスト翼賛会』タヌパック、2013
- 『デジタル・ワビサビのすすめ 「大人の文化」を取り戻せ』講談社現代新書、2014
- 『日本狛犬図鑑01 日光東照宮の狛犬と日光のはじめ狛犬たち』タヌパック、2016
- 『彫刻屋台図鑑01 鹿沼の彫刻屋台』タヌパック、2016
- 『阿武隈梁山泊外伝』タヌパック、2016
- 『医者には絶対書けない幸せな死に方』講談社プラスα新書、2018
- 『改訂新版 神の鑿 フルカラー版 Version9』タヌパック、2018
- 『彫刻屋台図鑑02 宇都宮・今市の彫刻屋台と天棚』タヌパック、2018
- 『日本狛犬図鑑05 小松利平・小松寅吉・小林和平』タヌパック、2018
- 『日本狛犬図鑑06 都内の神社巡り (1) 』タヌパック、2018
- 『小説・神の鑿 高遠石工・小松利平の生涯』タヌパック、2019
- 『呪禁（上下巻）』タヌパック、2019
- 『ぼくが宮沢賢治だったとき　たくき よしみつ短編集（１）』タヌパック、2019
- 『ラブホテル物語　たくき よしみつ短編集（２）』タヌパック、2019
- 『神様の課外授業　たくき よしみつ短編集（３）』タヌパック、2019
- 『森水学園特別講座　ゴージュン式英語塾（１）（２）』（郷順治名義）タヌパック、2019
- 『新・狛犬学』タヌパック、2019
- 『森トンカツ　たくき よしみつ エッセイ集１』（以下、５まで）タヌパック、2019
- 『人生の相対性理論　60年生きて少し分かってきたこと』タヌパック、2020
- 『改訂新版　神の鑿 version10』タヌパック、2021
- 『用務員・杜用治さんのノート』タヌパック、2022
- 『マイルド・サバイバー』MdN新書、2022

## 音楽作品
レコード、カセットテープ、CDでの発表。
- 東京キッドブラザース『黄金バットLIVE』ビクター、1977（作曲で参加）
- 『レイニイ・グラジュエイション／セピア色の恋』ディスクポート西武（メロディ・メイカー名義）
- 『愛と光の天使 ヘレン・ケラー物語』ビクター、1981（アンサー名義）
- 『パンツの穴 カセットVol.1 今日も元気だドリームシュート』ポニーキャニオン、1987
- 『狸と五線譜』タヌパック、1994（たくきよしみつ名義）
- 『グレイの鍵盤』タヌパック、1995（KAMUNA名義）
- 『アンガジェ』タヌパック、1997（KAMUNA名義）
- 『Second Amour -たくき よしみつSONGBOOK 2 女性Vocal作品集』タヌパック、1998（たくきよしみつ名義）
- 吉本裕子『真昼の月』タヌパック、1998
- 『Melodies and Memories -Takuki Yoshimitsu Works 1975-1990』（たくき よしみつ　タヌパック、2002（たくきよしみつ名義）
- 『Orca's Song -KAMUNA 3-』タヌパック、2003（KAMUNA名義）
- 『So Far Away -たくき よしみつ SONGBOOK1』タヌパック、2010（たくきよしみつ名義）
- 『Digital Wabi-Sabi -As Easy As EWI』タヌパック、2014（Jin Soda名義）
- 『Digital Wabi-Sabi II -My Mouse Plays the Piano』Jin Soda　タヌパック、2018（Jin Soda名義）
- 『いろはうた　たくき よしみつ SONGBOOK3』タヌパック、2022